# Roy Saari
Roy Allen Saari, född 26 februari 1945 i Buffalo i New York, död 30 december 2008 i Mammoth Lakes i Kalifornien, var en amerikansk simmare.
Saari blev olympisk guldmedaljör på 4 x 200 meter frisim  vid sommarspelen 1964 i Tokyo.